# Abborrtjärnen (Lillhärdals socken, Härjedalen, 686420-142600)
Abborrtjärnen är en sjö i Härjedalens kommun i Härjedalen och ingår i Ljusnans huvudavrinningsområde.